# 사모라도
사모라 주(스페인어: Zamora)는 스페인 서부에 위치한 카스티야이레온 지방의 주로, 주도는 사모라이다. 사모라 주는 오렌세 주와 레온도, 바야돌리드 주, 살라망카 주와 경계를 맞대고 있으며 포르투갈과 국경을 맞대고 있다. 사모라 주는 1833년에 신설되었으며 인구는 200,678명(2007년 기준), 면적은 10,561km2이다. 사모라 주는 250개의 자치시로 구성되어 있다.

## 같이 보기
- 레온 왕국